# Alphonse Tchami
Alphonse Marie Djomaha Tchami (ur. 14 września 1971 w Bafang-Kekem), wzrost: 182 cm, waga: 79 kg, piłkarz, grał na pozycji napastnika. Kameruńczyk, posiada również obywatelstwo belgijskie. Ma syna, Joela, który również gra w piłkę.

## Życiorys
Karierę rozpoczynał w Unisport Bafang, a jego największym sukcesem było wicemistrzostwo Kamerunu. Po udanych występach w tym klubie, przeniósł się do Danii, by przez trzy sezony bronić barw Odense BK, gdzie w 65 meczach strzelił 28 bramek, a debiutował tam w meczu Næstved BK (12.08.1992). Odense wygrało 4:0, a Tchami strzelił swojego pierwszego gola. Następnie obrał dość nietypowy kierunek, jak na piłkarza z Afryki i przeniósł się do Boca Juniors. Grał tam z takimi asami, jak Diego Maradona czy Claudio Caniggia. Z dużym powodzeniem reprezentował na La Bombonera. W latach 1995–1997 Tchami rozegrał w barwach Xeneizes 50 spotkań, w których zdobył 11 bramek. Zadebiutował w meczu otwarcia Torneo Clausura 1994/1995 z CA Banfield, a pierwszego gola wbił zespołowi Newell's Old Boys. W sezonie 1997/1998 trafił do Niemiec, dokładniej do Herthy Berlin. Pierwszy mecz w barwach "Starej Damy" (06.08.1997), w drugiej kolejce, w przegranym meczu z 1. FC Kaiserslautern 1:0. Wszedł w 79 minucie, zastępując Sixtena Veita. W tym klubie strzelił zaledwie dwa gol, co daje średnią jednego gola na sezon. Szybko został oddany do Al-Wasl Dubaj, a następnie obrał kierunek na Szkocję, a jego klubem stało się Dundee United. Debiut - 26 sierpnia 2000, Dundee 0:1 Dunfermline Athletic. Sezon gry w tym klubie i jedynie trzy występy w pierwszym składzie Alphonse mógł uznać za stracony czas. Trafił do OGC Nice (debiut w styczniu, mecz SC Bastia 2:1 Nice) i w Ligue 2 miał odbudować formę, co również zakończyło się niepowodzeniem. Następnie grał jeszcze w Czernomoriec Noworosyjsk i Shenyang Ginde. Z każdą zmianą trykotu, piłkarz był bliższy zakończenia kariery, a zrobił to w 2004 roku, w barwach libańskiego Nejmeh SC.
Alphonse Tchami rozegrał 57 meczów i strzelił 7 bramek w barwach reprezentacji Kamerunu, biorąc udział w Mistrzostwach Świata w roku 1994 i 1998.
| Sezon   | Klub                     | Kraj      | Flaga                        | Rozgrywki               | Mecze | Bramki |
| ------- | ------------------------ | --------- | ---------------------------- | ----------------------- | ----- | ------ |
| 1990    | Unisport Bafang          | Kamerun   | Kamerun                      | Première Division       | ?     | ?      |
| 1991    | Unisport de Bafang       | Kamerun   | Kamerun                      | Première Division       | ?     | ?      |
| 1992    | Unisport de Bafang       | Kamerun   | Kamerun                      | Première Division       | ?     | ?      |
| 1992/93 | Odense BK                | Dania     | Dania                        | Superligaen             | 27    | 8      |
| 1993/94 | Odense BK                | Dania     | Dania                        | Superligaen             | 23    | 11     |
| 1994/95 | Odense BK                | Dania     | Dania                        | Superligaen             | 15    | 9      |
| 1995/96 | Boca Juniors             | Argentyna | Argentyna                    | Primera División        | 18    | 4      |
| 1996/97 | Boca Juniors             | Argentyna | Argentyna                    | Primera División        | 12    | 1      |
| 1997/98 | Hertha BSC               | Niemcy    | Niemcy                       | Bundesliga              | 18    | 1      |
| 1998/99 | Hertha BSC               | Niemcy    | Niemcy                       | Bundesliga              | 11    | 2      |
| 1999/00 | Al-Wasl Dubai            | ZEA       | Zjednoczone Emiraty Arabskie | UAE Football League     | ?     | ?      |
| 2000/01 | Dundee United            | Szkocja   | Szkocja                      | Scottish Premier League | 3     | 0      |
| 2000/01 | OGC Nice                 | Francja   | Francja                      | Ligue 2                 | 6     | 1      |
| 2001    | Czernomoriec Noworosyjsk | Rosja     | Rosja                        | Priemjer-Liga           | 3     | 0      |
| 2002    | Shenyang Ginde           | Chiny     |                              | Super League            | 9     | 1      |
| 2003/04 | Nejmeh SC                | Liban     | Liban                        | Lebanese League         | ?     | ?      |